# Wunderlich József
Wunderlich József (Pécs, 1989. február 28. –) Junior Prima díjas magyar színész, énekes, zenész.

## Életpályája
A zene fontos szerepet töltött be életében, már háromévesen zeneóvodába járt. 1995-ban a Szent Mór Általános Iskolába íratták be szülei, s itt kezdte a nyolcosztályos gimnáziumot is, amit félbehagyott, mert felvették a hegedűjátéka alapján a budapesti Bartók Béla Zeneművészeti Szakközépiskolába. 
17 éves korában jelentkezett A Társulat című televíziós tehetségkutató versenyre, ahol az István, a király rockopera szereplőit választották ki, s ő lett Vecellin német lovag. Első próbálkozásra bejutott a Budapesti Színművészeti Egyetemre, Novák Eszter és Selmeczi György osztályába, 2013-ban a Pécsi Nemzeti Színház tagja lett. 2014-ben jelentkezett az X-Faktor tehetségkutatóba, ahonnan még az élő show előtt kiesett.
2015-től a budapesti Vígszínház tagja, ahol Rádiósként (Presser-Sztevanovity-Horváth: A padlás) mutatkozott meg először, de ezen kívül még több darabban játszik.
2017-től A Grund – vígszínházi fiúzenekar formáció alapító tagja Zoltán Áronnal, Ember Márkkal, Medveczky Balázzsal és a kezdeményező Fesztbaum Bélával, akik mind az előző év őszén bemutatott A Pál utcai fiúk című zenés játék főbb szereplői, így repertoárjukon e színdarab dalai is szerepelnek.

## Szerepei
- Rádiós, aki egyszerűen fantasztikus (Presser-Sztevanovity-Horváth: A padlás)
- Sötét ruhás fiú (Fejes-Presser: Jó estét nyár, jó estét szerelem)
- Bádogember/Hickory (L. Frank Baum: Óz, a csodák csodája)
- Steve (Mike Bartlett: Földrengés Londonban)
- Boka (Molnár-Dés-Geszti-Grecsó: A Pál utcai fiúk)
- Razumihin (Fjodor Mihajlovics Dosztojevszkij: Bűn és bűnhődés)
- Biron (Shakespeare: Lóvátett lovagok)
- Andrej Bolkonszkij (Lev Tolsztoj: Háború és béke)
- Schultz hadnagy (Charlie Chaplin: Diktátor)
- Petőfi Sándor (Vecsei H. Miklós: Kinek az ég alatt már senkije sincsen)
- Jay Gatsby (Fitzgerald-Kovács-Vecsei-ifj. Vidnyányszky: A nagy Gatsby)
- Baal
- Frederik (Prévert-Kovács-Vecsei-ifj. Vidnyánszky: Szerelmek városa)
- Vronszkij (Lev Nyikolajevics Tolsztoj: Anna Karenina)
- Professzor (A Nagy Pénzrablás)

## Filmjei
- Kossuthkifli – Kelecsényi Buttler Jenő  (2015)
- Egynyári kaland (2017) – sorozat – Markusz
- Aurora Borealis – Északi fény – Ákos (2017)
- Nyitva (2018)

## Családja
Azt vallja, hogy az éneklés és a zene szeretetét a szüleitől kapta, hiszen édesanyja zongoratanár a Pécsi Művészeti Középiskolában, édesapja pedig két pécsi kórusban is énekelt. Öt testvére van.
Első felesége Mészáros Blanka színésznő, 2017-ben elváltak.
Második felesége Bach Kata színésznő, akivel 2018. május 26-án keltek egybe. Közös gyermekük, Júlia 2018. 08.09. született.  Második gyermekük, János 2021. 09.04. jött világra. 

## Díjai
- Junior Prima díj (2016)
- Ruttkai Éva-emlékdíj (2016)[9]
- Soós Imre-díj (2017)
- Vígszínház-díj (2018, 2019)[10][11]
- Ajtay Andor-emlékdíj (2020)
- Pethes–Agárdi-díj (2022)